# Браммер
Браммер (нім. Brammer) — громада в Німеччині, розташована в землі Шлезвіг-Гольштейн. Входить до складу району Рендсбург-Екернферде. Складова частина об'єднання громад Норторфер-Ланд.
Площа — 13,66 км2. Населення становить 347 ос. (станом на 31 грудня 2020).